# Joachim von Donnersberg
Joachim Freiherr von Donnersberg (* 1561 in München; † 18. September 1650) war Geheimrat und Kanzler des bayerischen Kurfürsten Maximilian I.

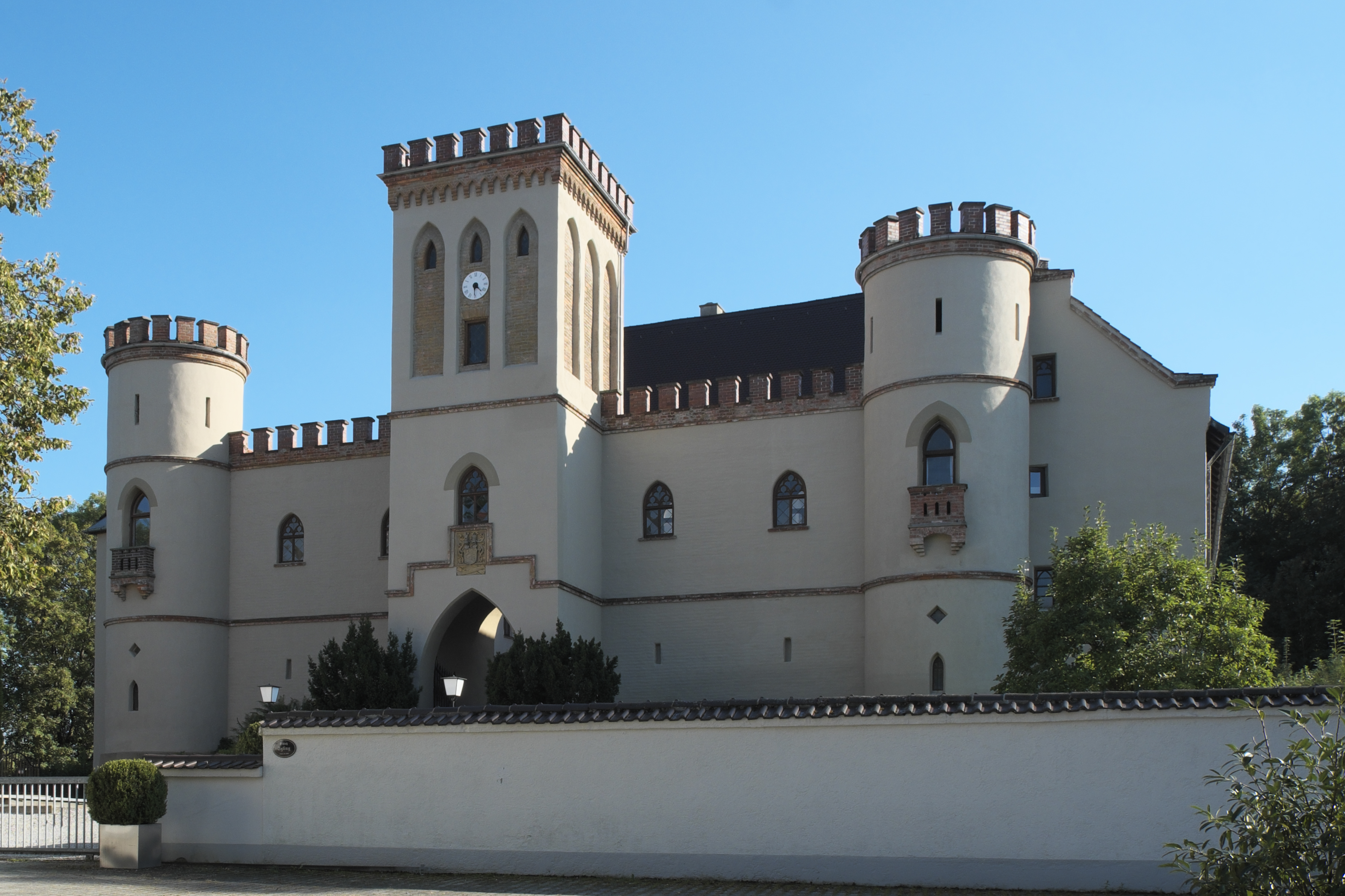
Schloss Igling, ab 1611 im Besitz von Joachim von Donnersberg

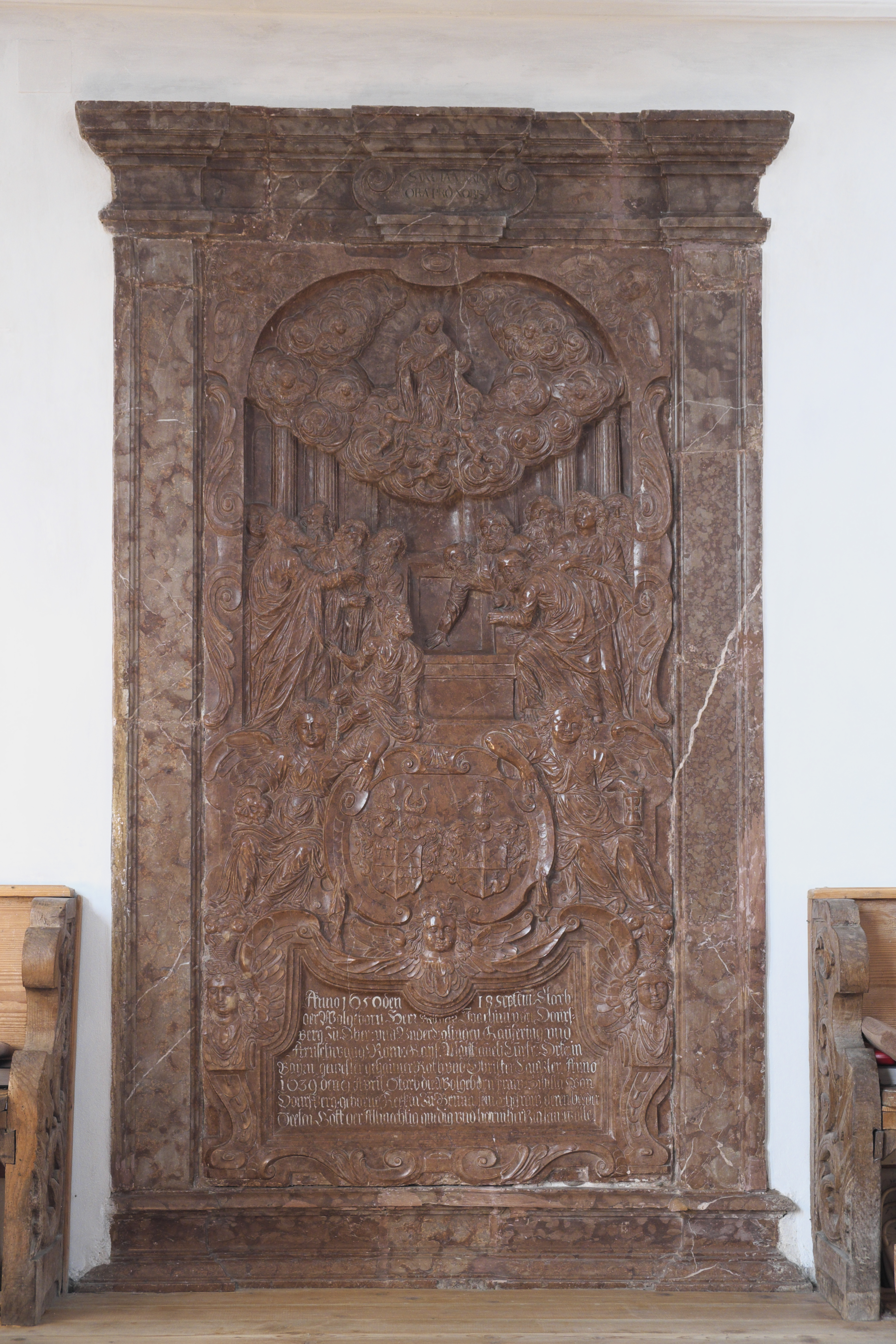
Epitaph für Joachim von Donnersberg in der katholischen Pfarrkirche Sankt Peter und Paul in Oberigling

## Leben
Joachim von Donnersberg stammte aus einem Münchner Patriziergeschlecht. Nach dem Studium der Rechte trat er am 14. April 1587 in den Dienst des Herzogs Wilhelm V. von Bayern. Am 10. April 1593 wurde er zum Regierungskanzler in Landshut ernannt. 1595 ging er als Gesandter nach Graz, wo er auch als Stellvertreter des Herzogs Wilhelm bei der feierlichen Übergabe der Regierung an Erzherzog Ferdinand anwesend war. Am 28. Januar 1598 wurde Donnersberg in den geheimen Rat berufen („mit 1000 Gulden Gehalt und Futtergeld für zwei Pferde“) und am 15. Februar 1599 zum Obristkanzler ernannt. Zu seinem Amtsressort gehörten die politischen Angelegenheiten. Ebenso wirkte er als Gesandter. Die Unterhandlungen mit den katholischen Ständen wurden vorzugsweise durch ihn geführt, die Urkunde über die Stiftung der Katholischen Liga wurde von ihm entworfen. Im Juni 1610 ging er als Gesandter an den kaiserlichen Hof. 1606 verlieh ihm Herzog Maximilian für seine Dienste die Edelmannsfreiheit und Aufnahme in die Landtafel. Kaiser Ferdinand II. erhob ihn am 15. Juni 1624 in den Freiherrnstand unter Mehrung seines sprechenden Stammwappens bestehend aus drei Blitzen aus blauen Wolken über drei goldenen Bergen. 
Auch wurde ihm von der Kaufsumme von 30.000 Gulden, wofür er 1611 Schloss und Hofmark Igling bei Landsberg am Lech erwarb, die Hälfte vom Herzog geschenkt. 1624 kaufte Donnersberg Hofmark und Dorf Kaufering und 1629 schenkte ihm der Herzog auch die benachbarte Hofmark Erpfting, sodass er rings um Landsberg einen stattlichen Güterkomplex besaß. Nach der Einnahme von Landsberg durch die Schweden im Jahr 1632 schenkte Gustav Adolf alle Donnersbergischen Besitzungen dem Bürgermeister von Augsburg, Jakob von Stenglin. Als die Schweden Bayern räumen mussten, erhielt Donnersberg wieder seine Güter. 1646 musste der 85-jährige Donnersberg, der sich längst von allen Amtsgeschäften zurückgezogen hatte, nach der zweiten Erstürmung Landsbergs durch die Schweden unter Carl Gustav Wrangel abermals nach Frauenchiemsee flüchten. Er starb am 18. September 1650 und hinterließ ein großes Vermögen. 
Sein Sohn Rudolf († 1640) wurde bayerischer Hofrat, Oberrichter und Statthalter in Amberg.
Joachim Freiherr von Donnersberg ist Namensgeber der Donnersbergerstraße und der Donnersbergerbrücke in München.